# Henri Leridon
Pour les articles homonymes, voir Leridon.
Henri Leridon, né le 15 juillet 1942 à Alger, où son père était officier, est un démographe français, directeur de recherche émérite à l’Institut national d’études démographiques (Ined).

## Biographie
Après des  études au lycée Hoche (Versailles), il intègre l’École polytechnique (X1962). Il entre à l’Ined comme chargé de mission en 1965, obtient un diplôme d’expert démographe à l’Institut de démographie de l’Université de Paris (en 1966) et un diplôme d’Études supérieures en sciences économiques (Université de Caen, 1967). En 1972 il obtient un doctorat d’État en sciences économiques (Université Paris 1).
Il effectue l’essentiel de sa carrière à l’Ined. En 1974-75 il est professeur invité  à l’Université de Pennsylvanie (Philadelphie), et de 2001 à 2006 il dirige à l’Inserm une unité d’Epidémiologie, démographie et sciences sociales (U569), unité mixte avec l’Ined et Paris XII.
En 2008-2009, il est professeur associé au Collège de France, chaire de développement durable.
En 1994 il est élu Correspondant de l’Académie des sciences (Institut de France) et en 2014 Membre étranger de la British Academy.
Fonctions occupées
- Chef du Département de socio-démographie à l’INED, de 1979 à 1992
- Responsable d’Unités de recherche à l’INED de 1996 à 2001
- Président de l’Intercommission n° 5 de l’Inserm“ Évolutions démographiques et santé humaine ”, de 1995 à 1999
- Président de la Commission de l'étude comparée de la fécondité de l’UIESP (1977-1981)
- Directeur du GIS-ELFE « Enquête longitudinale française depuis l’enfance » (2006 -2010)
- Co-responsable, avec Heather Evelyn Joshi, University of London, du réseau EUCCONET de l’European Science Foundation (2008-2013)

## Travaux scientifiques
Les travaux d’Henri Léridon ont d’abord porté sur les pratiques contraceptives et les structures familiales. Sur ces deux thèmes les enquêtes de l’Ined qu’il a dirigées ont longtemps constitué les seules sources statistiques fiables sur des pratiques en pleine évolution,. Il s’est aussi consacré à l'analyse de la fertilité des populations humaines : ses recherches se situent dans la lignée de celles du démographe et historien français Louis Henry, et ont porté sur les diverses composantes de la fertilité : fécondabilité, mortalité intra-utérine, stérilité du post-partum et stérilité définitive. Il a également travaillé sur la recombinaison de ces composantes dans des modèles par microsimulation (méthode de Monte-Carlo). Ce modèle a aussi permis de déterminer l’efficacité réelle des pratiques de procréation médicale assistée, tant au plan individuel qu’au plan collectif,
En 2002, il a lancé l’idée d’une grande cohorte nationale d’enfants, visant à suivre un échantillon national représentatif d’enfants, de leur naissance à l’âge adulte, pour étudier tous les aspects de leur développement dans une approche pluridisciplinaire combinant sciences sociales, santé et déterminants environnementaux. La cohorte Elfe a été constituée en 2011, avec 18 500 enfants nés sur l’ensemble du territoire métropolitain, et est toujours suivie par une équipe basée à l’Ined et associant une quarantaine d’équipes de chercheurs.

## Publications

### Ouvrages
- Leridon (H.), Human Fertility. The Basic Components, Univ. of Chicago Press, Chicago, 1977, 202 p.
- Charbit (Y .), Leridon (H.), Transition démographique et modernisation en Guadeloupe et Martinique, PUF, Cahier INED n°89, 1980, 308 p.
- Leridon (H.) et al., La seconde révolution contraceptive. La régulation des naissances en France de 1950 à 1985, PUF, Cahier INED n°117, 1987, 380 p.   [réimprimé en 1999]
- Leridon (H.), Villeneuve-Gokalp (C.), Constance et inconstances de la famille. Biographies familiales des couples et des enfants. PUF, Cahier INED n° 134, 1994, 342 p. [réimprimé en 1999]
- Leridon (H.), Les enfants du désir.  Julliard, 1995, 278 p. [réédité par Hachette-Littérature, Pluriel, 1998]
- Leridon (H.), Toulemon (L.), Démographie. Approche statistique et dynamique des populations. Economica, 1997, 440 p. [traduit en espagnol]
- Leridon (H). De la croissance zéro au développement durable. Fayard/Collège de France, Leçons inaugurales du Collège de France, Paris, 2009, 64 p.

### Direction d'ouvrages
- La Famille. (Rapport d'un Groupe de prospective pour le VIIè Plan). Paris, Hachette, 1975, p.300
- Leridon (H.), Menken (J.), eds.: Natural Fertility / Fécondité Naturelle. Liège, UIESP et Ordina, 1979, p.556
- Gray (R.), Leridon (H.), Spira (A.), eds.: Biological and Demographic Determinants of Human Reproduction. Oxford University Press, 1993, p.482
- Bozon (M.) et Leridon (H.), eds : Sexualité et Sciences sociales. Les apports d'une enquête.  Population, n° spécial, oct. 1993 , 380 p. (Diff. PUF et INED) [Version anglaise : Sexuality and the social sciences, Dartmouth, 1996]
- Baulieu (E.), Héritier (F.) et Leridon (H.), eds. : Contraception : contrainte ou liberté ?. Paris, Ed. Odile Jacob, 1999, p.306
- Leridon H. (coord.), Late parenthood : risks of failure to conceive, for pregnancy outcome and for the child. Rev Epidémiol Santé Publique 2005, vol.53 (HS-II), p.128
- Sauvain-Dugerdil C., Leridon H., Mascie-Taylor N. (Eds), Human Clocks. The Bio-cultural Meanings of Age. Bern : Peter Lang, 2005, p.350
- Leridon (H),, Marsily (de) G. Démographie, climat et alimentation mondiale, Rapport sur la science et la technologie. Académie des Sciences/EDP-Sciences, vol. 32, p. 314 + 84, Paris, 2011.
- Leridon (H), (sous la dir. de). Les théories de la fécondité. Textes fondamentaux. Ined, Paris, 2014, p.510

### Articles dans revues (ou dans ouvrages) à Comité de lecture
102 références, dont :
- Leridon H., “Can ART compensate for the natural decline in fertility with age? A model assessment” Human Reproduction 19(7): 1548-1553, July 2004
- Leridon H. and Slama R. The impact of a decline in fecundity and of pregnancy postponement on final number of children and demand for ART. Human Reproduction, 23(6) : 1312-19, 2008.
- Leridon H., Effets biologiques du retard à la première maternité et du recours à l’aide médicale à la procréation sur la descendance finale,  Population, 2017(3), pp.463-490. (en anglais : Biological Effects of First Birth Postponement and Assisted Reproductive Technology on Completed Fertility, Population-E, 72(3) : 445-472, 2017

### Entretiens et documents audio
- Henri Leridon. La famille va-t-elle disparaître ? Séminaire Ined, autour de la parution du Dictionnaire de démographie et des sciences de la population, Armand Collin, 2011.
- https://youtu.be/Lr4srkDc1u Henri Leridon. De la croissance zéro au développement durable. Leçon inaugurale au Collège de France, 2009[13]
- Ghislain de Marsily et Henri Leridon. Comment nourrir la planète en 2050 ? CD Audio, De Vive Voix et Académie des sciences, 2010
- Leridon H. et Griffon M., Présentation du rapport Académie des Sciences, Démographie, Climat et Alimentation mondiale, Canal Académie (enregistré le 13 mai 2011)[14]

## Honneurs et distinctions
- Prix du Statisticien d'expression française des Sociétés de statistique de Paris et de France (1989)
- Lauréat de l’Union internationale pour l’étude scientifique de la population (2004)
- Officier dans l’Ordre national du mérite
- Membre correspondant de l'Académie des sciences (1992)